# Offagne
Offagne is een dorp in de Belgische provincie Luxemburg en een deelgemeente van Paliseul. Offagne was een zelfstandige gemeente tot de fusie in 1977.

## Demografische ontwikkeling
- Bronnen:NIS, Opm:1831 tot en met 1970=volkstellingen, 1976= inwoneraantal op 31 december

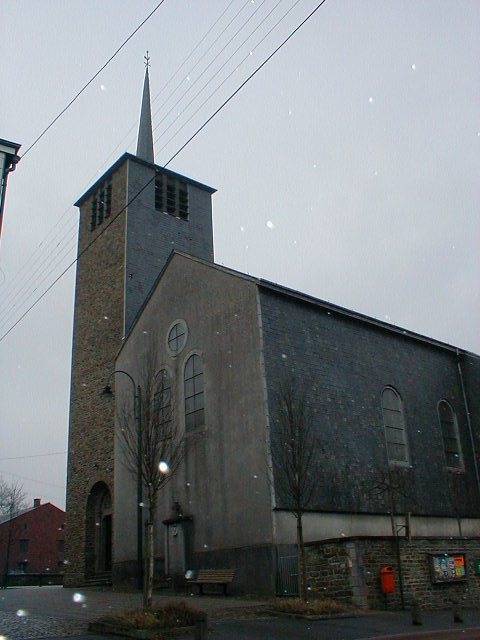
De Sint Hubertuskerk.

## Bezienswaardigheden
- Van de Sint Hubertuskerk zijn het schip en de toren uit 1839 bewaard. De kerk werd vergroot in 1926; de toren werd in 1965 verplaatst.

Deelgemeenten: Carlsbourg · Fays-les-Veneurs · Framont · Maissin · Nollevaux · Offagne · Opont · Paliseul

Overige kernen: Almache · Beth · Bour · Frêne · Launoy · Merny · Our · Plainevaux · Saint-Eloi

Belgische gemeenten · Arrondissement Neufchâteau · Luxemburg · Wallonië